# 茨城県道244号妻木赤塚線

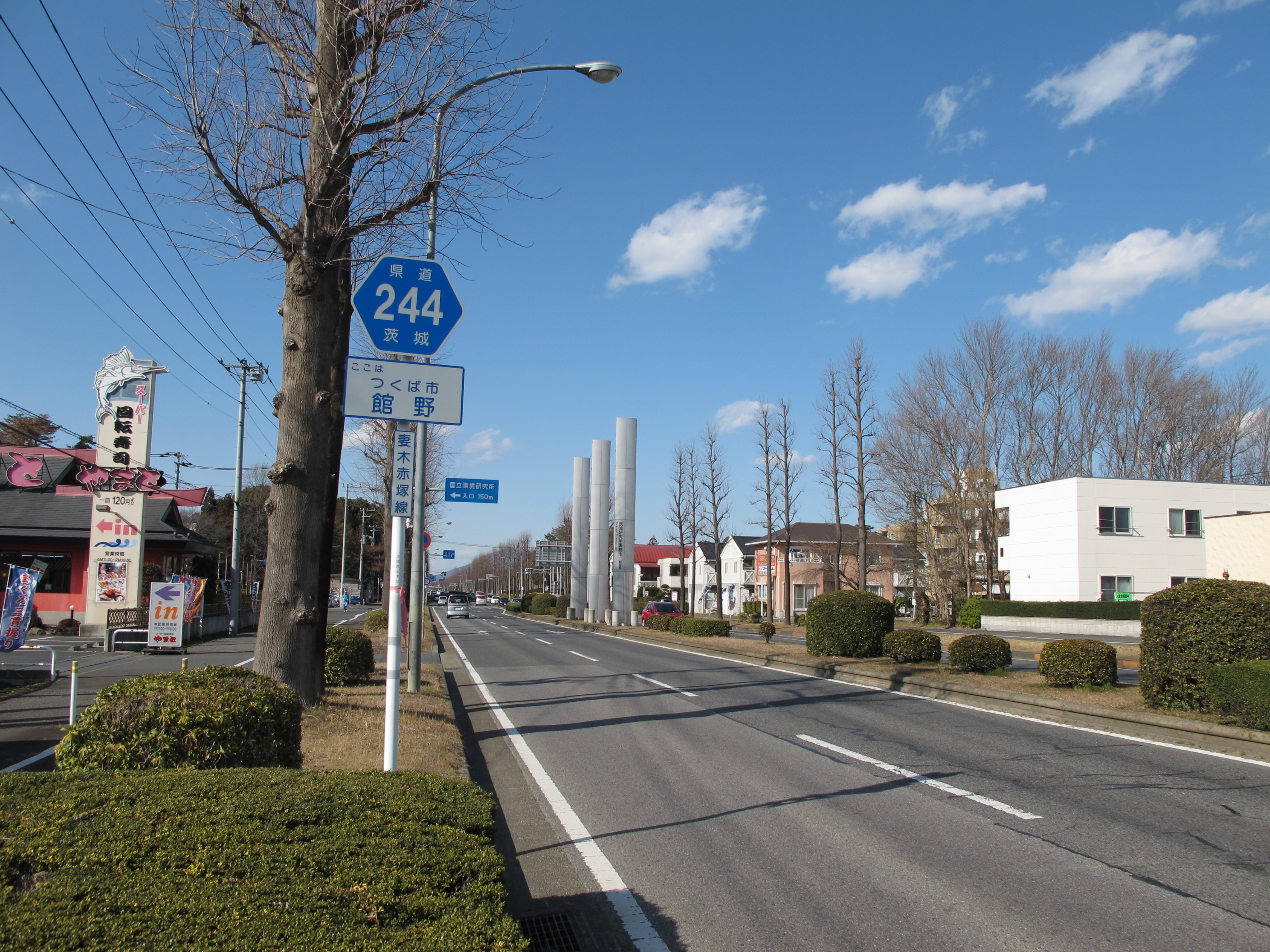
茨城県道244号妻木赤塚線
つくば市館野（2014年3月）

茨城県道244号妻木赤塚線（いばらきけんどう244ごう さいきあかつかせん）は茨城県つくば市内を通る一般県道である。
つくば市の幹線道路である学園北大通りと学園西大通りの一部を成す路線であるため、交通量は大変多い。

## 概要
本路線は、筑波研究学園都市の幹線道路機能を有する都市計画道路である。東西方向に延びる「北大通り」と南北方向に延びる「学園西大通り」の2つの区間に大別でき、春日1丁目西交差点で交差接続するＬ字型の線形となっている。また、学園西大通りの一部区間（春日1丁目西 - 学園西）は、国道408号と重複する。

### 路線データ
- 起点：つくば市吾妻3丁目15番1号＝妻木交差点[1]
- 終点：つくば市赤塚655番の3＝稲荷前交差点[1]
- 総延長：5.799 km[2]
- 重用延長：1.934 km[2]
- 未供用延長：なし[2]
- 実延長：3.865 km[2]
- 自動車交通不能区間延長[注釈 2]：なし[2]
- 車線数：4 - 6車線
  - 幅員：34 - 100m[1]

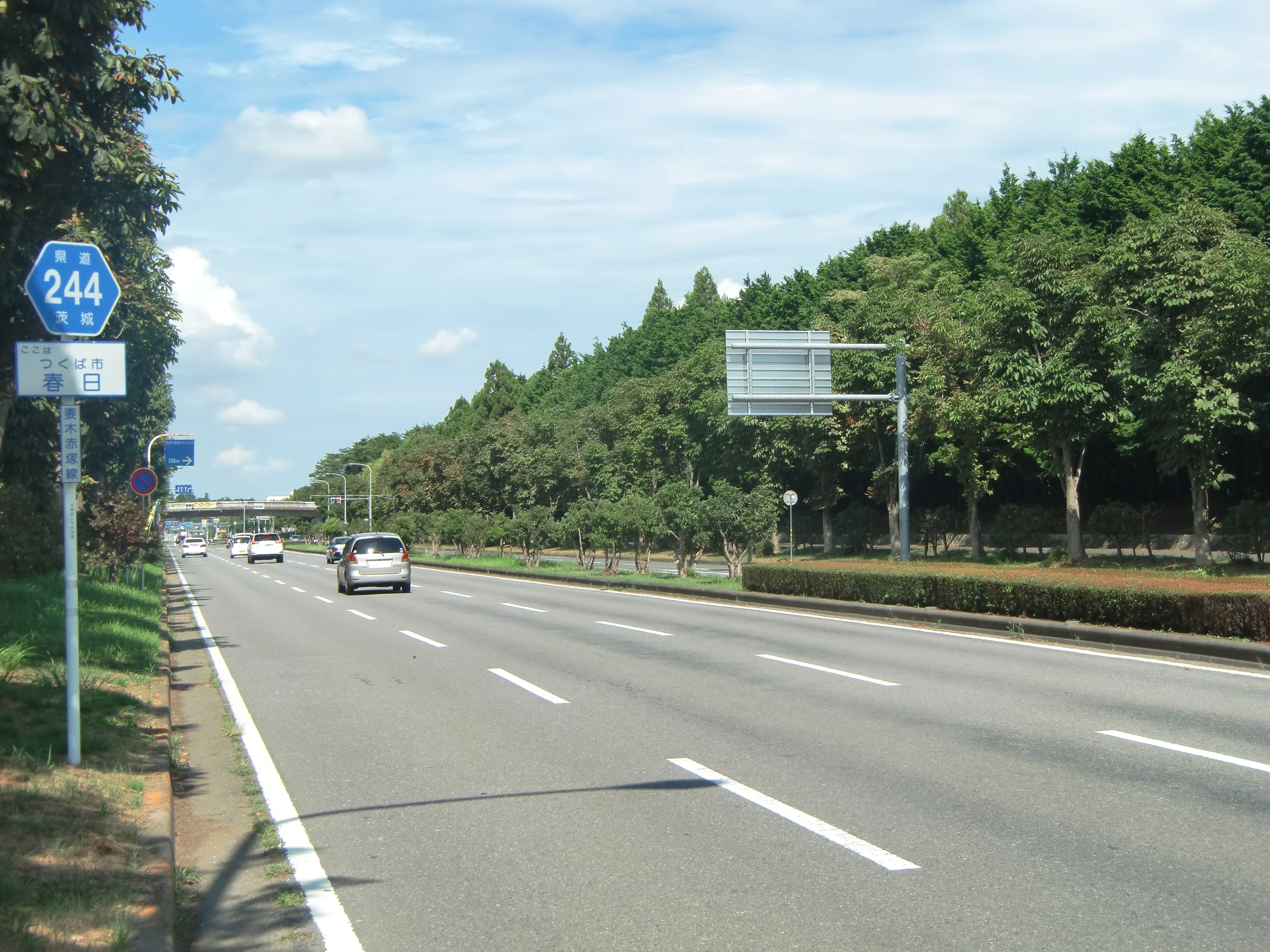
つくば市春日（2012年8月）
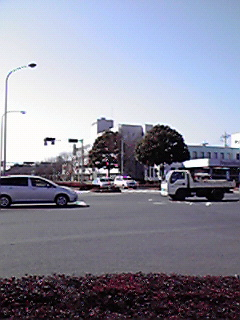
起点
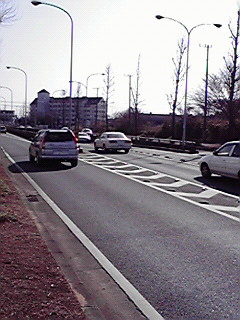
終点

## 歴史
1978年（昭和53年）2月9日、起点を新治郡桜村吾妻、終点を筑波郡谷田部町大字赤塚とする県道の新規路線として県道妻木赤塚線（整理番号406）が認定される。その後1995年（平成7年）に整理番号の変更が行われ、整理番号244となって現在に至る。

### 年表
- 1978年（昭和53年）2月9日
  - 県道の新規路線として路線認定（整理番号406）[3]。
  - 道路の区域を新治郡桜村吾妻3丁目 - 筑波郡谷田部町大字赤塚の6.605 km区間に指定[1]。
- 1978年（昭和53年）2月10日：道路を供用開始[4]。
- 1980年（昭和55年）3月31日：新治郡桜村大字吾妻（妻木交差点） - 筑波郡谷田部町稲荷前（稲荷前交差点）の全線を、県道として供用開始[5]。
- 1995年（平成7年）3月30日：整理番号406から現在の番号（整理番号244）に変更される[6]。

## 路線状況
道路法の規定に基づき、つくば市小野崎（学園西交差点） - つくば市赤塚（稲荷前交差点）間は、緊急輸送道路として機能を維持するため、災害発生時の被害拡大防止を目的に道路用地内に電柱を建てることが制限されている。
車両制限令の規定の基づき、以下の区間は通行する車両の最大重量限度25トンの道路に指定されている。
- つくば市東新井（国道408号交点：学園西交差点） - 同市大字赤塚（国道354号交点：稲荷前交差点）（2001年3月1日指定）[8]。

また車両制限令の規定に基づき、以下の区間は通行する車両の高さの最高限度が4.1メートルである道路に指定している。
- つくば市東新井（茨城県道123号交点：南大通り西交差点） - 同市赤塚（国道354号交点：稲荷前交差点）（2024年7月1日指定）[9]。

### 通称・別名
この路線は以下の区間が都市計画道路の一部となっており、その名称で呼ばれている。
- 学園北大通り：起点 - 春日1丁目西交差点
- 学園西大通り： 春日1丁目西交差点- 終点

### 重複区間
- 国道408号（春日1丁目西交差点 - 学園西交差点）
- 茨城県道123号土浦坂東線（学園西交差点 - 南大通り西交差点）

## 地理
道路は平坦な常総台地上にある。筑波研究学園都市内にあることから直線的な線形をしており、沿線に筑波大学の関連施設や、官庁の研究施設が多い。

### 交差する道路
- 茨城県道24号土浦境線・茨城県道55号土浦つくば線 / 学園東大通り（つくば市吾妻3丁目・妻木 妻木交差点＝起点）
- 国道408号・茨城県道19号取手つくば線（つくば市春日 春日1丁目西交差点）
- 茨城県道24号土浦境線 / 学園中央通り（つくば市吾妻 吾妻西交差点）
- 国道408号・茨城県道123号土浦坂東線・茨城県道237号花室牛久線 / 土浦学園線（つくば市小野崎 学園西交差点）
- 茨城県道123号土浦坂東線（つくば市東新井、南大通り西交差点）
- 国道354号・茨城県道274号牛久赤塚線（つくば市赤塚 / 稲荷前 終点・稲荷前交差点＝終点）

### 沿線
- 松見公園（つくば市天久保1丁目）
- 筑波学院大学（つくば市吾妻3丁目）

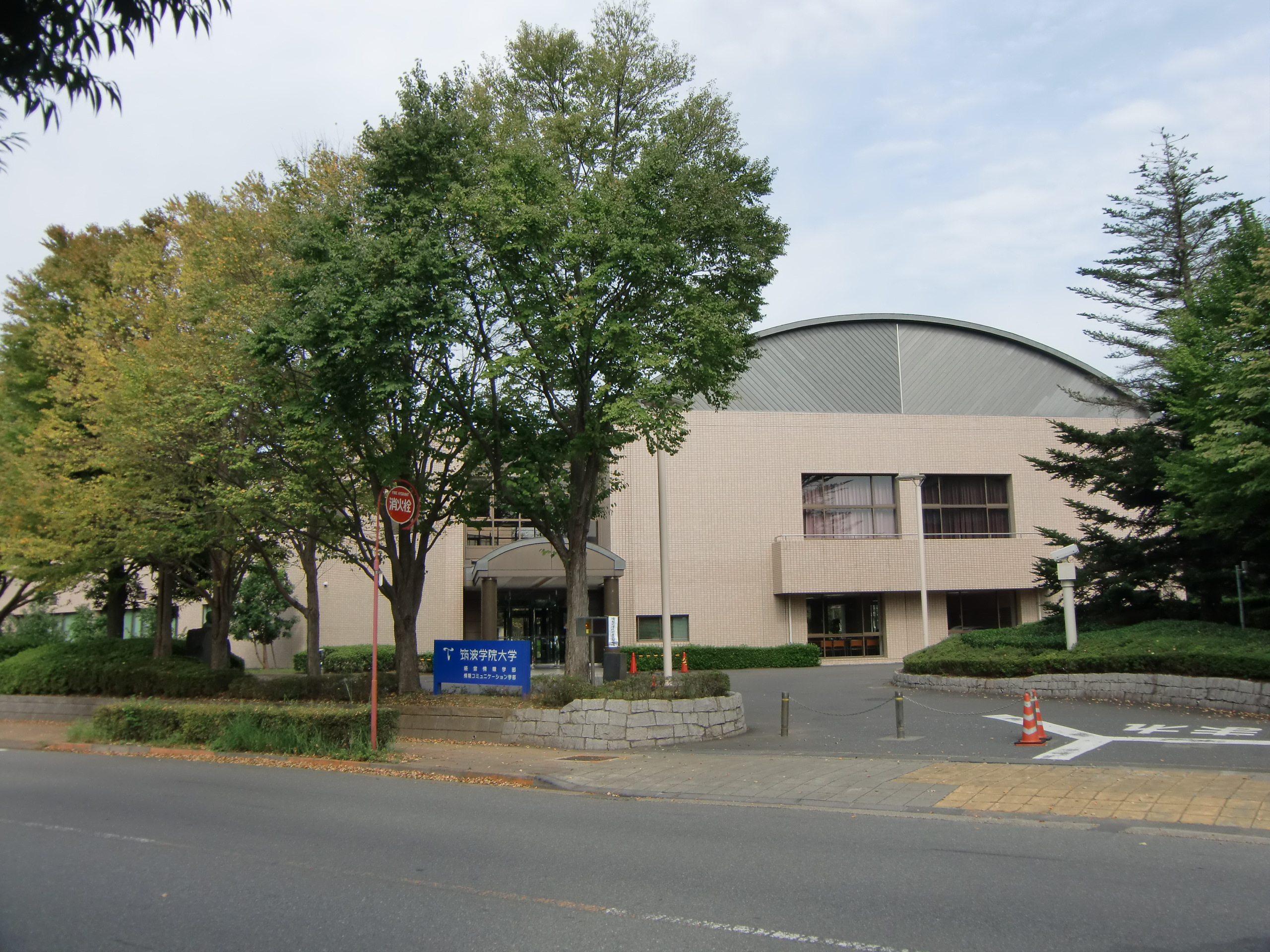
筑波学院大学

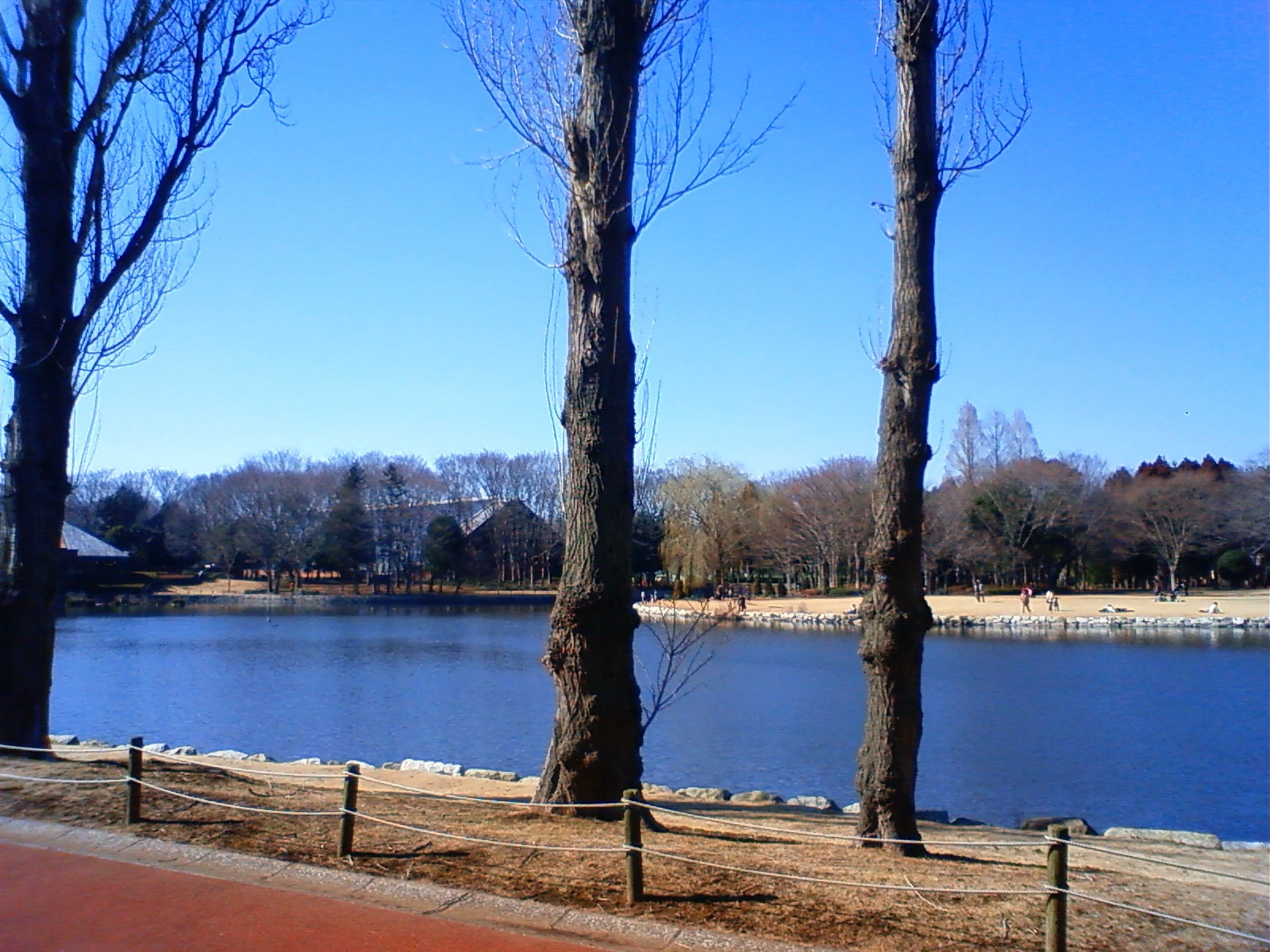
洞峰公園

- 筑波大学春日キャンパス（つくば市吾妻1丁目）
  - 春日学生宿舎
  - 第7エリア
- 茨城県立つくば看護専門学校
- ゼンリンつくば営業所
- 吾妻二丁目住宅
- つくば明研高等学院
- 洞峰公園（つくば市二の宮2丁目）
- 産業技術総合研究所つくばセンター西（つくば市小野川）
- 気象研究所（つくば市長峰）
  - 高層気象台
  - 気象観測機器検定試験センター
- 国立環境研究所（つくば市小野川）